# ادا کاسه
ادا کاسه (به لاتین: Ada Kasseh) شهرکی در کشور غنا است که در استان آکرای بزرگ واقع شده‌است.

## خصوصیات
ادا کاسه ۲ متر بالاتر از سطح دریا واقع شده‌است.